# Rio dos Patos (vattendrag i Brasilien, Paraná, lat -24,98, long -51,03)
Rio dos Patos är ett vattendrag i Brasilien.   Det ligger i delstaten Paraná, i den södra delen av landet, 1 100 km söder om huvudstaden Brasília.
I omgivningen kring Rio dos Patos växer huvudsakligen savannskog. Området är ganska glesbefolkat, med 23 invånare per kvadratkilometer.